# Tesco
Tesco is een internationaal opererend Brits bedrijf met supermarkten en hypermarkten.
De geschiedenis van het bedrijf gaat terug tot 1919 toen Jack Cohen zijn eerste vestiging opende. De naam TESCO kwam in 1924 in gebruik toen Cohen thee kocht bij T.E. Stockwell en hij combineerde de eerste letters met de eerste twee van zijn achternaam. In 1939 waren er meer dan 100 TESCO-winkels in het land en in de jaren vijftig introduceerde het de eerste supermarkten.
Vanaf de jaren negentig werd het assortiment uitgebreid met niet-levensmiddelen zoals boeken, kleding, elektronica, speelgoed, brandstoffen en zelfs een bank. Het groeide uit tot de grootste Britse retailer, zowel naar wereldwijde verkoopcijfers als naar lokaal marktaandeel. Tesco is de op twee na grootste detailhandelaar ter wereld, na Wal-Mart uit de Verenigde Staten en Carrefour uit Frankrijk. Het bedrijf telde begin 2017 bijna 7000 vestigingen en heeft in het Verenigd Koninkrijk ongeveer een derde van de markt in handen. De slagzin van het bedrijf is Every little helps.
Op het Europese vasteland is Tesco aanwezig in Centraal-Europa met winkels in Polen, Tsjechië, Slowakije en Hongarije. Ongeveer driekwart van de omzet wordt behaald in de thuismarkt en de rest in het buitenland.
De aandelen van Tesco zijn genoteerd op de London Stock Exchange en de New York Stock Exchange. Het bedrijf maakt onderdeel uit van de FTSE 100 aandelenindex. TESCO heeft een gebroken boekjaar dat loopt tot eind februari.